# Trados Studio
Trados Studio — це пакет програмного забезпечення для автоматизованого перекладу. Є наступником комплекту програм Trados 2007, розробленого німецькою компанією Trados GmbH, до складу якого входили програма для роботи в пам'яттю перекладів Translator's Workbench, редактором TagEditor і плагін для Microsoft Word. У 2005 році цей комплект програм був придбаний постачальником хмарних рішень SDL plc і перейменований на SDL Trados Studio. У 2020 році після злиття SDL з RWS назву змінили на Trados Studio.
Вважається лідером ринку у наданні програмного забезпечення для перекладу на всьому ланцюжку поставок перекладів, зокрема для компаній — постачальників мовних послуг (LSP), перекладачів-фрилансерів, корпоративних мовних відділів і наукових установ та навчальних закладів.
Окрім Trados Studio, компанія SDL розробляє також інструменти підвищення продуктивності MultiTerm і Passolo.

## Історія
Компанію — постачальник мовних послуг (LSP) Trados GmbH заснували в 1984 році Йохен Гуммель (Jochen Hummel) і Іко Кніфаузеном (Iko Knyphausen) у Штутгарті, Німеччина. Компанія почала розробляти програмне забезпечення для перекладу наприкінці 1980-х років. На початку 1990-х вона випустила перші версії для Windows двох основних компонентів пакету — MultiTerm у 1992 році та Translator's Workbench у 1994 році. У 1997 році компанія отримала значний поштовх, коли пакет Trados вирішила використовувати для внутрішніх потреб локалізації корпорація Microsoft.
Trados була придбана SDL у 2005 році.
4 листопада 2020 року компанію SDL придбала компанія RWS.

## Конфігурація

### Trados 2007
- Translator's Workbench — модуль роботи з базами даних пам'яті перекладів (створення, обслуговування, імпорт, експорт). Створення документів перекладу та їх редагування відбуваються в окремих модулях.
- Плагін Trados для Microsoft Word — модуль для перекладу документів у середовищі Microsoft Word.
- TagEditor — текстовий редактор для перекладу документів у форматі PowerPoint, Excel, HTML, XML тощо. Нативний формат файлів TagEditor — TTX.
- WinAlign — окрема програма для створення пам'яті перекладів на основі вже перекладених документів.
- S-Tagger — модуль для перекладу документів у форматі FrameMaker та InterLeaf.
- T-Window — модуль для перекладу вмісту буфера обміну.
- MultiTerm — окрема програма для створення й підтримки глосаріїв.
- ExtraTerm — модуль для автоматичного пошуку термінологічних кандидатів у тексті й перетворення їх на глосарій.

### Trados Studio
Trados Studio постачається з кількома інструментами й додатками:
- Trados Studio — основна програма — середовище для редагування й перегляду перекладів, керування перекладацькими проектами, забезпечення термінологічної узгодженості та засоби підключення до машинного перекладу.
- MultiTerm — засіб керування термінологією, інтегрований із Trados Studio для додавання, редагування й керування термінами.
- SDL AppStore — спеціальний онлайн-портал, на якому зібрані додаткові програми й плагіни для Trados Studio, що додають нові можливості й спрощують процес перекладу (наприклад, підтримка додаткових форматів файлів, автоматизація завдань).

## Підтримувані формати вихідних документів
Trados Studio підтримує понад 70 різних типів файлів, зокрема:
- SDLXLIFF (власний формат для перекладу Trados Studio) — різновид формату XLIFF, платформонезалежного стандарту обміну даними локалізації, який сам є різновидом формату XML.
- Файли програм пакету Microsoft Office: Word, Excel (зокрема двомовний) і PowerPoint.
- Різні формати розмітки та тегів, як-от SGML, XML, HTML, XLIFF.
- Файли OpenDocument.
- Звичайні текстові файли (TXT).
- Файли початкового коду, як-от Java і Microsoft .NET.
- Деякі формати файлів програм Adobe, як-от PDF, відсканований PDF (з OCR), FrameMaker, InDesign та InCopy.

## Робота з пам'яттю перекладів і глосаріями

### Сучасний формат пам'яті перекладів
Основним форматом пам'яті перекладів Trados Studio є SDLTM; він є різновидом бази даних SQLite.
При створенні нової (файлової) пам'яті перекладів Trados Studio створює файл бази даних, у якому зберігаються всі одиниці перекладу. Пам'ять перекладів зберігає також структурну й контекстну інформацію щодо послідовності сегментів та їх положення в документі. Це дає інструменту змогу вибрати найрелевантніший сегмент пам'яті перекладів.

### Застарілий формат пам'яті перекладів
Пам'ять перекладів у попередній версії (Trados 2007) являла собою нейронну мережу файлів, яка забезпечувала можливість нечіткого пошуку. Вона складалася з п'яти файлів:
- Основний файл бази даних пам'яті перекладів: TMW.
- Допоміжні файли нейронної мережі: MDF, MTF, MWF, IIX.

Щоб скопіювати пам'ять перекладів у цьому форматі, необхідно було скопіювати всі п'ять файлів пам'яті перекладів і помістити їх в ту саму папку. Скопіювати тільки основний TMW-файл було недостатньо: у такому разі під час відкриття відображалося повідомлення про помилку.

### Серверна пам'ять перекладів
Trados Studio підтримує також можливість працювати із серверною пам'яттю перекладів шляхом підключення до порталу Trados GroupShare. Крім того, Trados Studio може підключатися через прикладний програмний інтерфейс (API) до баз даних інших постачальників перекладів. Цю можливість забезпечує велика кількість плагінів, доступних в SDL AppStore.
Для роботи із глосаріями призначена програма MultiTerm. Глосарії можуть бути двомовними або багатомовними, файловими або серверними.

## Інтеграція за службами машинного перекладу та підтримка постредагування
У робочий процес перекладу в Trados Studio інтегровано підтримку машинного перекладу і постредагування. За належного налаштування параметрів програма Trados Studio, якщо вона не знаходить відповідного запису в пам'яті перекладів, вставляє машинний переклад одиниці перекладу (TU). Після цього перекладач може відредагувати машинний переклад.
Наразі Trados підтримує такі системи MT:
- Google Translate
- DeepL
- Language Weaver
- SDL Machine Translation Cloud (раніше SDL BeGlobal)
- RWS LanguageCloud

Trados Studio також підтримує інтеграцію Microsoft Translator та іншими службами машинного перекладу через свій відкритий API та архітектуру плагінів на SDL OpenExchange.

## SDL AppStore
У грудні 2010 року компанія SDL запустила портал SDL OpenExchange, нині відомий під назвою SDL AppStore. Це вебпортал, який дає незалежним розробникам змогу використовувати відкриту архітектуру програмного забезпечення для створення програм і плагінів для Trados Studio. Доступні в ньому програми й плагіни додають функціональність, відсутню в базовому продукті, як-от підтримка застарілих файлів і нових служб машинного перекладу. Станом на кінець серпня 2017 року з магазину було завантажено понад мільйон програм.
Сьогодні SDL AppStore забезпечує потреби користувачів завдяки можливості додавати функції, які відповідають вузькоспеціалізованим вимогам і які неможливо вирішити жодним інструментом перекладу. Крім того, вебпортал забезпечує потреби розробників, які використовують API, безкоштовно доступний для продуктів, що забезпечують інтеграцію й додають нові функції.
Команда SDL, яка підтримує SDL AppStore, підтримує також сайт GitHub, де вона надає відкритий початковий код за допомогою API для багатьох програм з SDL AppStore. Це корисний ресурс для розробників, яким потрібні додаткові приклади використання API на практиці.

## Відсоток ринку
Згідно з опитуванням, проведеним Світовим банком у 2004 році, Trados займав приблизно 75 % світового ринку, а SDL — ще 10 %.
Згідно з опитуванням ICU Translation Memory Survey 2006 року, програмою SDL Trados користуються загалом 75 % опитаних користувачів: 51 % використовували Trados 2007, а ще 24 % — SDL Trados.
Опитування, проведене порталом ProZ.com [Архівовано 23 січня 2022 у Wayback Machine.] у 2013 році, показало, що 73 % зареєстрованих на ньому перекладачів мають SDL Trados.

## Спільнота й сумісність
Розроблено низку рішень для роботи з різними версіями форматів файлів Trados. Очевидно, що компанія SDL відреагувала на скарги користувачів щодо складності й проблем ліцензування, спростивши схему ліцензування, яка використовувалася в SDL Trados Studio 2011 Freelance. У подальших версіях Trados Studio вирішено проблеми зі зворотною сумісністю.